# Julia Schultz
Julia Schultz, född 15 juni 1979 i San Diego i Kalifornien, är en amerikansk fotomodell och skådespelare.
Julia Schultz var Playboys Playmate of the Month i februari 1998.

## Filmografi i urval
- 1999 – Love Stinks
- 2001 – Tomcats
- 2002 – Imagine That (TV-serie)